# Marshosaurus
Marshosaurus ist eine Gattung von theropoden Dinosauriern aus dem Oberen Jura von Nordamerika. Es handelte sich um einen mittelgroßen Fleischfresser, der auf eine Länge von etwa 5 Metern geschätzt wird. Bisher sind ein unvollständiger Schädel sowie Knochen des Restskeletts bekannt. Ein weiteres, neu entdecktes Skelett wurde noch nicht wissenschaftlich beschrieben. Alle Funde stammen aus der Morrison-Formation, einer bedeutenden Fossillagerstätte.
Marshosaurus wurde von James Madsen (1976) nach Othniel Charles Marsh, welcher zahlreiche Dinosaurier-Fossilien während der Bone-Wars („Knochenkriege“) beschrieben hat, benannt. Einzige Art ist Marshosaurus bicentesimus.
Die Verwandtschaftsbeziehungen dieser Gattung sind umstritten. Während Chure und Kollegen (1997) eine Zuordnung zu den Carnosauria für wahrscheinlich halten, klassifizieren ihn Holtz und Kollegen (2004) vorläufig als nicht weiter einzuordnenden Vertreter der Avetheropoda. Eine jüngere Studie von Benson (2010) kommt jedoch zu dem Schluss, dass es sich bei Marshosaurus um einen Vertreter der Megalosauroidea handelte.
Das Holotyp-Exemplar ist ein linkes Darmbein (Ilium), das aus dem Cleveland-Lloyd-Quarry, einem Steinbruch im zentralen Utah, stammt.